# Xestia praecipuina
Xestia praecipuina là một loài bướm đêm trong họ Noctuidae.